# Esatanas kozlovi
Esatanas kozlovi là một loài ruồi trong họ Asilidae. Esatanas kozlovi được Lehr miêu tả năm 1986. Loài này phân bố ở vùng Cổ Bắc giới.